# Valérie Hayer
Valérie Hayer (n. 6 aprilie 1986, Mayenne, Pays de la Loire, Franța) este un politician și avocat francez. Este membră a Parlamentului European din 2019 și face parte din grupul Renew Europe. Din 2024, ea conduce grupul Renew Europe din Parlamentul European. Este membră a partidului Renaissance (RE, fostă La République En Marche!), la care s-a alăturat în 2017, după plecarea ei din Uniunea Democraților și Independenților (UDI).